# Silent Stream of Godless Elegy
A Silent Stream of Godless Elegy (szó szerinti jelentése: Az istentelen elégia csendes áramlása) egy morva (cseh) együttes, amely 1995-ben alakult meg Hranicében. Lemezeiket a Redblack Records, illetve a Season of Mist kiadók jelentetik meg. Jelenleg doom metal beütésekkel rendelkező folk-metalt játszanak, korábban csak a death-doom műfajban zenéltek. Pályafutásuk alatt 6 albumot jelentettek meg, a hetediket 2018 májusában dobták piacra. Jellemzőjük a szép és szomorú hangulatú szövegek. Kétszer is kaptak már díjat a Cseh Zeneakadémiától. angol és cseh nyelven énekelnek.

## Tagok
- Pavel Hrncír - éneklés
- Hanka Hajdová - éneklés
- Michal Sykora - cselló
- Petra Novacková - hegedű
- Radek Hajda - gitár
- Mirek Petrek - gitár
- Dusan Fojtásek - basszusgitár
- David Najbrt - dobok

## Diszkográfia
- Iron (1996)
- Behind the Shadows (1998)
- Themes (2000)
- Relic Dances (2004)
- Osaméli EP (2006)
- Návaz (2011)
- Smutnice (2018)